# Njörd
Njörd (en proto-germanique : Nerþuz) est une divinité nordique (groupe des vanes), dieu de la Mer et des Vents.
Il apporte la bonne fortune en mer ainsi qu’une bonne pêche.

## Biographie
Il est marié à la géante Skadi, mais ses enfants ont été conçus avec sa propre sœur. Ils furent d’ailleurs des Vanes et furent échangés lors de la trêve avec les Ases. Ces derniers désignèrent Njörd et Freyr, son fils, comme hauts prêtres pour présider les sacrifices. Freyja, sa fille, fut consacrée comme prêtresse sacrificielle. Elle enseigna la sorcellerie vanirienne, un art commun pour les dieux vanes.
Sa sœur et la mère de ses enfants aurait été Nerthus, qui ne les accompagna pas chez les Ases, ceux-ci réprouvant les unions entre frère et sœur.
Skadi ne put le choisir qu’en regardant les pieds de ses prétendants. Elle choisit celui qui avait les plus beaux pieds et regretta très vite son choix, la résidence de Njörd, Noatun (à Ásgard), étant trop bruyante à cause des nombreux bateaux en construction autour. De toute façon, Njord n’appréciait pas non plus la demeure de Skadi à Jötunheim, ils durent donc conclure d'un accord concluant qu'ils vivraient la moitié de l'année chez l'un, et l'autre moitié chez l'autre.
L’ambivalence du couple est flagrante, Njörd étant un symbole de fécondité, de bonne pêche et de chance tandis que Skadi venait d’une chaîne de montagnes glacées, rocailleuses et arides que des nuages bas masquaient en permanence du Soleil. Aucun homme n’aurait pu vivre dans ce pays sauvage et impitoyable, où rien ne pouvait espérer pousser.

## Famille

### Mariage et enfants
1. Il s'unit avec Skadi, une jötunn.
2. De son union avec Nerthus (qui est également sa sœur et son homologue nordique), Njörd eut :
- Freyr ;
- Freyja.

## Galerie

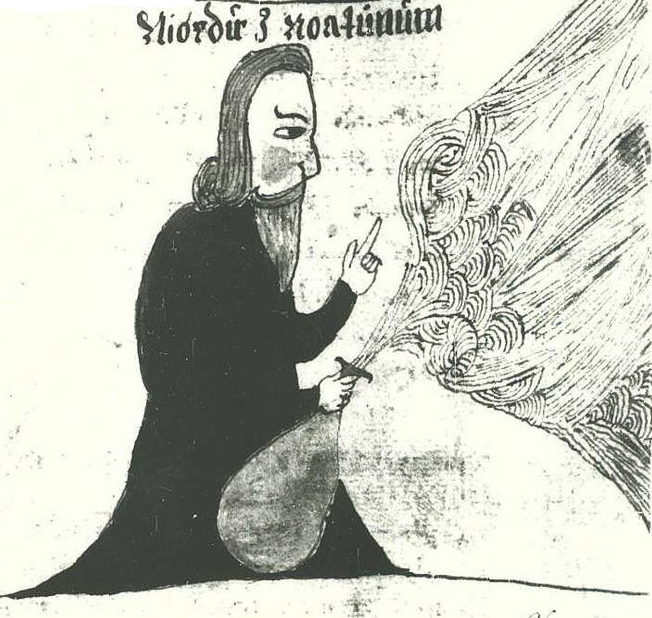
Illustration de Njörðr dans un manuscrit islandais.
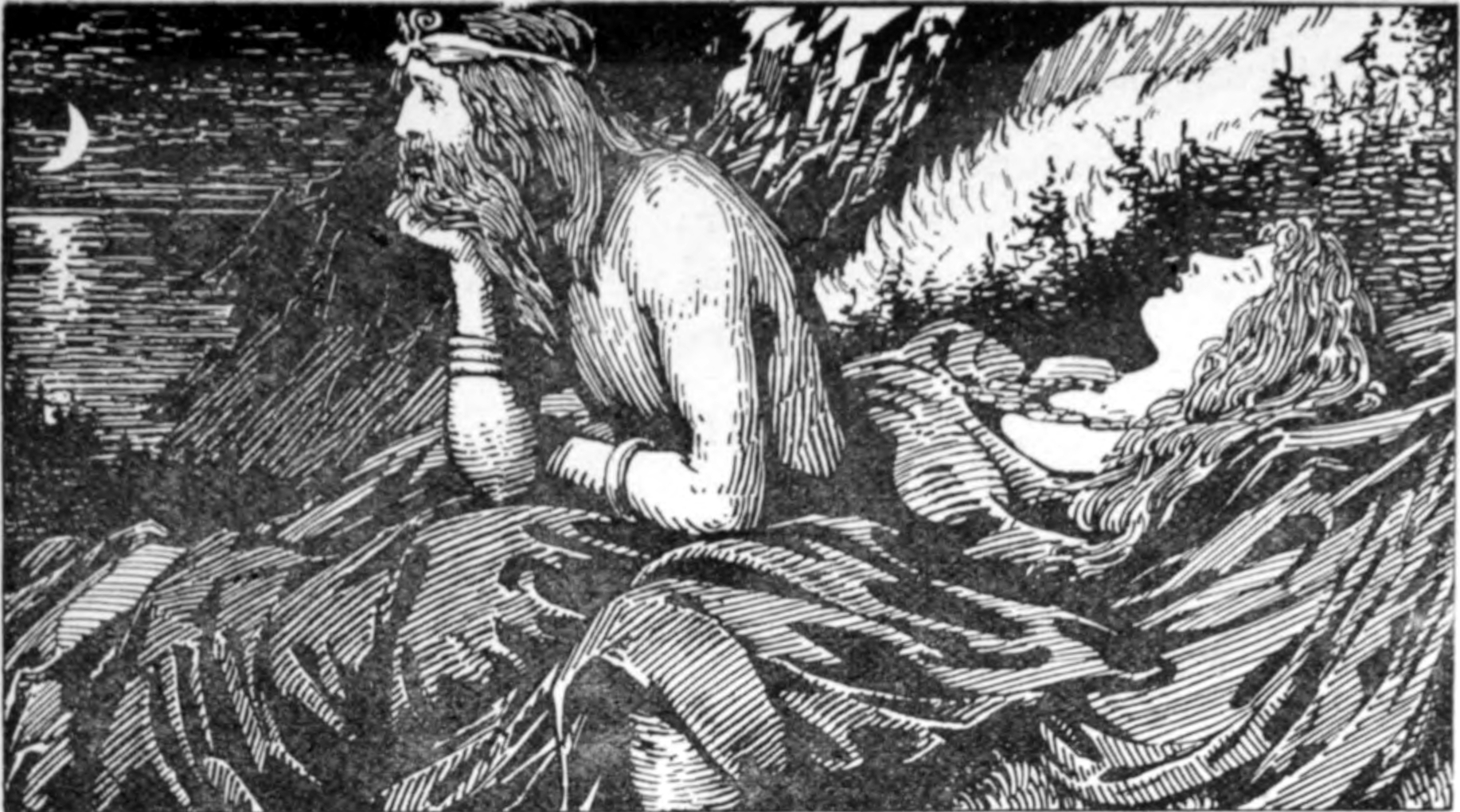
Le désir de Njord pour la mer, par W. G. Collingwood (1908).